# Болатова, Наргиза Асылановна
Наргиза Асылановна Болатова (род. 25 августа 2003) — казахстанская спортсменка, выступающая в синхронном плавании. Чемпионка мира 2024 года в паре с Эдуардом Кимом в соревновании смешанных пар (техническая программа).

## Биография
На чемпионате мира 2022 года по водным видам спорта в Будапеште (Венгрия) в составе команды заняла 11-е место в технической и 11-е место в произвольной программе.
На чемпионате мира 2023 года по водным видам спорта в Фукуоке (Япония) в смешанном дуэте вместе с Эдуардом Кимом заняли 7-е место в технической и 9-е место в произвольной программе. В составе команды заняла 10 место в акробатической программе.
В октябре 2023 года в составе казахстанской команды (Наргиза Болатова, Этери Какутия, Айгерим Курмангалиева, Ксения Макарова, Арина Мясникова, Анна Павлецова, Арина Пушкина, Ясмин Туякова, Жаклин Якимова, Жания Жиенгазы) завоевала бронзу Летних Азиатских игр 2022 в Ханчжоу (Китай) в соревнованиях групп.
Чемпионат мира 2024 года в Дохе (Катар) стал историческим для казахстанского синхронного плавания — 4 февраля Наргиза Болатова и Эдуард Ким стали лучшими в соревнованиях смешанных дуэтов в технической программе, завоевав первое «золото» в истории участия Казахстана на чемпионатах мира как по синхронному плаванию, так и в целом по водным видам спорта. 10 февраля Наргиза Болатова и Эдуард Ким заняли 5-е место в соревнованиях смешанных дуэтов в произвольной программе.
На чемпионате мира 2025 года в Сингапуре в паре с Эдуардом Кимом заняла 7 место в соревнованиях смешанных дуэтов в технической программе.